# Haemorhous
Haemorhous is een geslacht van zangvogels uit de vinkachtigen (Fringillidae). Het geslacht kent 3 soorten.

## Soorten
- Haemorhous cassinii – Cassins roodmus
- Haemorhous mexicanus – Mexicaanse roodmus
- Haemorhous purpureus – Amerikaanse roodmus